# Zonopterus scabricollis
Zonopterus scabricollis là một loài bọ cánh cứng trong họ Cerambycidae.